# Forficula decipiens

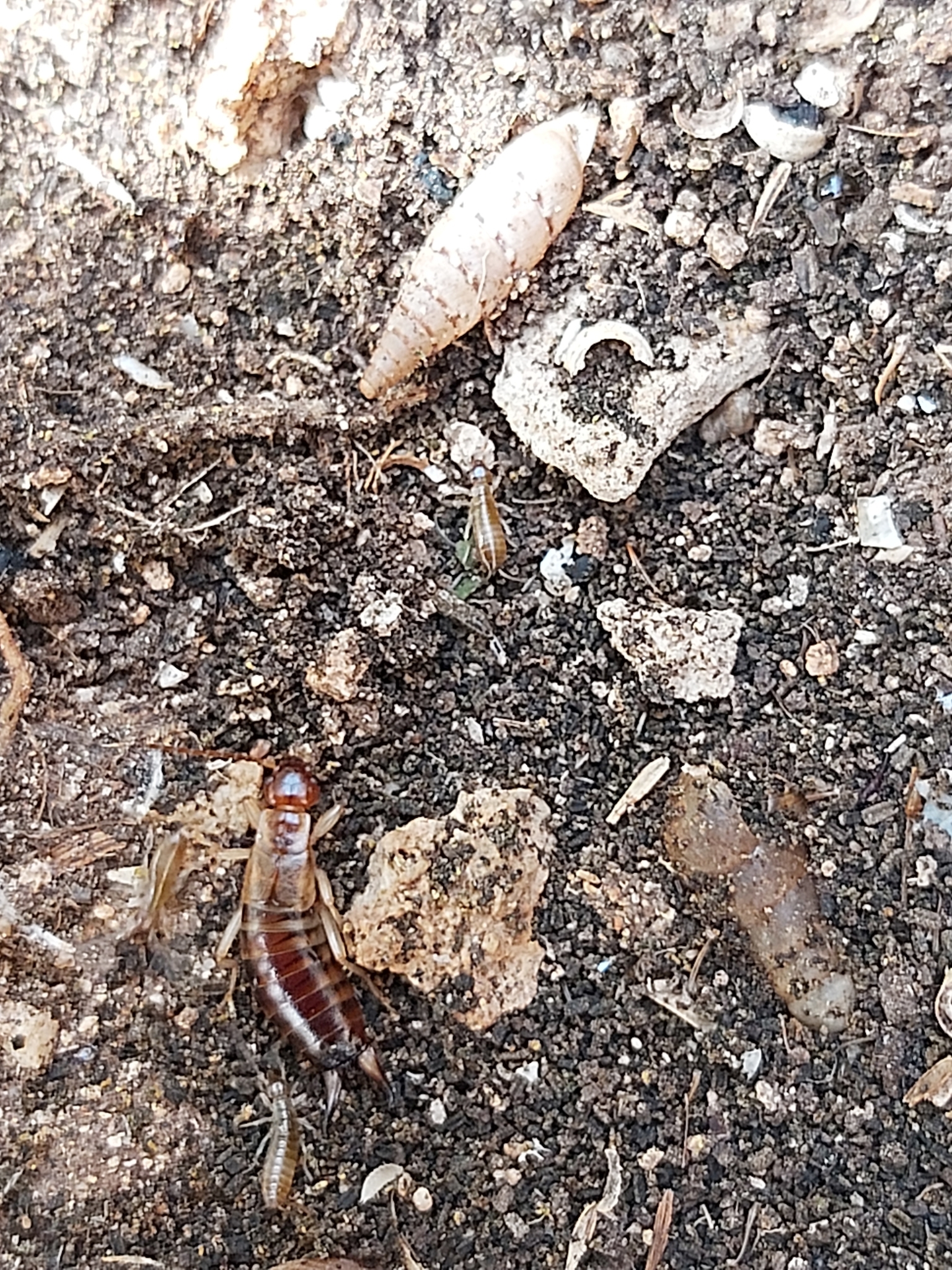
Weibchen mit Nymphen

Forficula decipiens ist eine Art der zu den Insekten gehörenden Ohrwürmer und in Südeuropa beheimatet.

## Merkmale
Die Körperlänge beträgt einschließlich der Zangen bei beiden Geschlechtern 13–17 mm.
Männchen
Der Kopf ist abhängig vom Individuum und der Beleuchtung hell orange bis kastanienbraun, das Pronotum, die Elytren, die Beine und die Zange sind gelblich. Das Abdomen ist rötlichbraun. Die Cuticula ist glänzend und glatt. Die Augen sind kürzer als der Kopfbereich hinter ihnen. Die Seitenränder des Pronotums verlaufen gerade und parallel zueinander. Die hinteren Ecken des Pronotums sind abgerundet, der Hinterrand konvex. Die Elytren sind länger als das Pronotum, Hinterflügel sind nicht sichtbar. Die lateralen Drüsenfalten am 3. und 4. Abdominaltergit sind deutlich. Das Pygidium kann in Form und Größe variieren. Der flache basale Teil der Cerci (Forceps, Zange) macht etwa ein Drittel der Länge aus. Dahinter ist die Zange bogenförmig und stark gekrümmt. An der Basis bildet die Zange einen rechteckigen Hohlraum zwischen den beiden Ästen, der zum Ende hin glatt oder mit einem stumpfen Zahn endet. An den Innenseiten der Cercibasen befinden sich größere Zähnchen.
Weibchen
Die Weibchen ähneln den Männchen, jedoch sind die Zangen bei ihnen einfach, gerade und spitz zulaufend.

### Ähnliche Arten
In vielen Merkmalen ähnelt die Art dem Gemeinen Ohrwurm (Forficula auricularia). Jedoch besitzt Forficula auricularia deutlich sichtbare Hinterflügel und die Zangen der Männchen haben eine proportional kürzere Basis, die oftmals mit einem spitzen Zahn endet.
Sehr ähnlich ist auch die etwas kleinere Forficula lesnei. Bei dieser Art ist die Basis der männlichen Zangen jedoch länger. Am 10. Abdominaltergit hat Forficula decipiens neben den Höckern über den Cercibasen noch deutliche Seitenkiele, während Forficula lesnei nur Höcker besitzt. Zudem ist F. lesnei deutlich behaarter, F. decipiens dagegen fast kahl. Die Behaarung kann auch zur Unterscheidung der ebenfalls behaarten Guanchia-Arten hilfreich sein.
Guanchia pubescens ist in Südeuropa ebenfalls weit verbreitet und sehr ähnlich. Die Basis der männlichen Zangen ist jedoch ähnlich wie bei Forficula lesnei länger und nimmt etwa zwei Drittel der Zangenlänge ein.
Die Weibchen können auch mit dem Gebüschohrwurm (Apterygida albipennis) verwechselt werden, jedoch hat diese Art längere Zangen, die an der Basis deutlich schmäler sind.
In Südosteuropa kommen mit Forficula lurida und Forficula aetolica zwei weitere ähnliche Arten vor. Forficula lurida unterscheidet sich durch die vorhandenen Hinterflügel. 

## Verbreitung
Das Verbreitungsgebiet der Art liegt in Südeuropa und Nordafrika. Hier ist sie weit verbreitet, kommt aber auf der Iberischen Halbinsel seltener vor. Genauer beschrieben reicht das Areal von Spanien und Südfrankreich im Westen über Italien bis auf die Balkanhalbinsel und in den Westen der Türkei. In Frankreich kommt Forficula decipiens vor allem an der Mittelmeerküste vor, im Südwesten des Landes jedoch auch weiter im Inland. In Italien reicht das Verbreitungsgebiet bis an den Südrand der Alpen. Korsika, Sardinien, Sizilien und Malta werden ebenfalls besiedelt. Auf der Balkanhalbinsel lebt die Art entlang der Adriaküste bis nach Griechenland und Bulgarien. Im Osten der Balkanhalbinsel ist die Art nach Norden hin bis Transsylvanien zu finden. Die östlichsten Vorkommen liegen im Nordosten der Türkei. In Nordafrika ist die Art nach Literaturangaben auch zu finden. In den Apenninen kommt die Art auch in den höheren Lagen vor.

## Lebensweise
Forficula decipiens kann ganzjährig gefunden werden, die meisten Funde stammen jedoch aus dem Frühling und Herbst.

## Taxonomie
Synonyme der Art sind Forficula brevis Rambur, 1838, Forficula laminigera Costa, 1881, Forficula pallidicollis Brullé, 1832 und Forficula pallidicornis Brullé, 1832.